# Erzeparchie Aleppo (Maroniten)

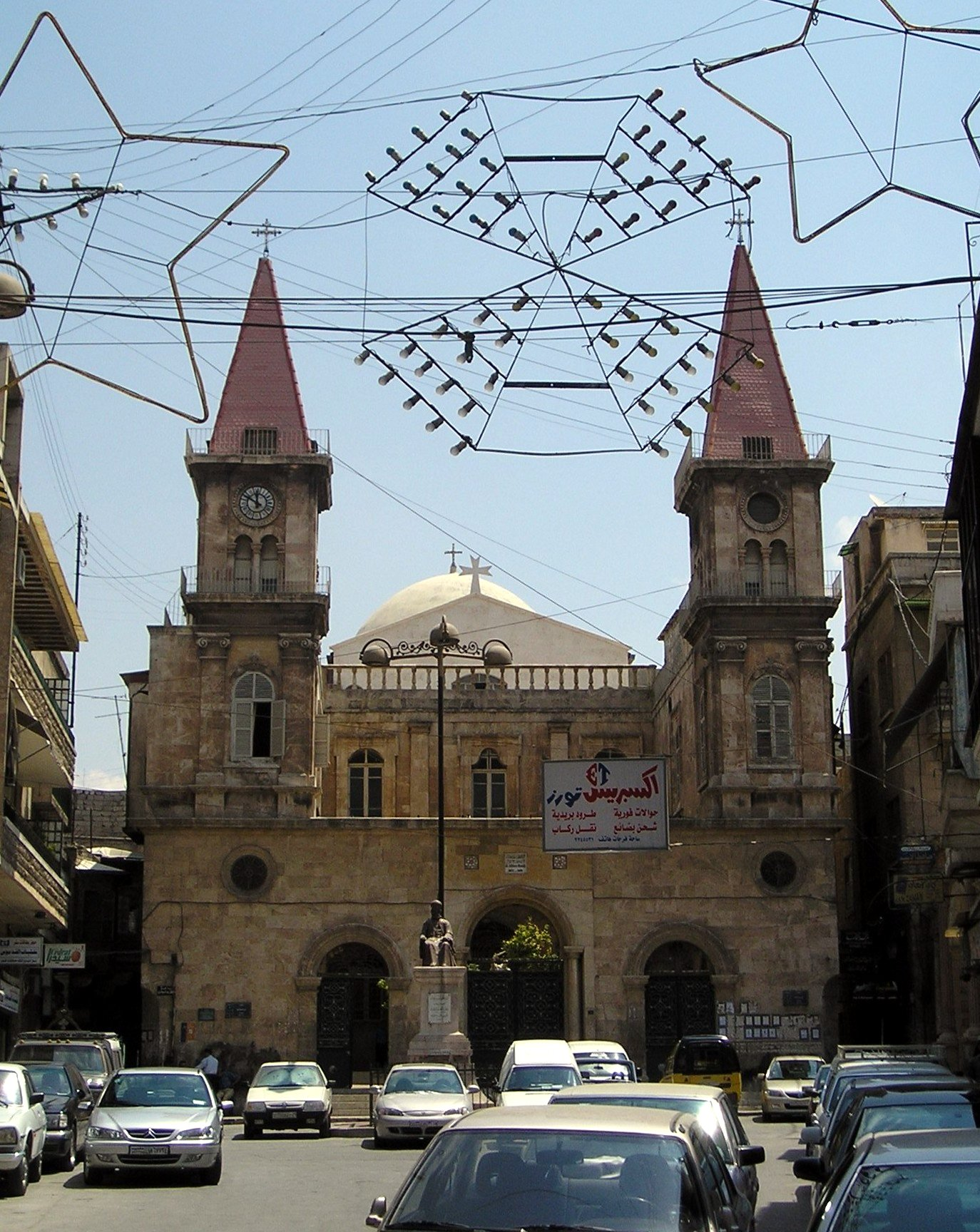
Sankt-Elias-Kathedrale in Aleppo

Die Erzeparchie Aleppo (lat.: Archieparchia Aleppensis Maronitarum) ist eine in Syrien gelegene Erzeparchie der maronitischen Kirche mit Sitz in Aleppo.
Die Erzeparchie Aleppo wurde im 17. Jahrhundert errichtet.

## Liste der Erzbischöfe
- Giuseppe Matar, 1851–…
- Youssef Debs, 1896–1912
- Michel Akhras, 1913–1945
- Ignace Ziadé, 1946–1950
- François Ayoub, 1954–1966
- Joseph Salamé, 1967–1990
- Pierre Callaos, 1990–1997
- Youssef Anis Abi-Aad IdP, 1997–2013
- Joseph Tobji, seit 2015